# Église Saint-Nicolas de Ruská Bystrá
L'église Saint-Nicolas de Ruská Bystrá est une église grecque-catholique située dans le village de Ruská Bystrá.

## Histoire
L'église fut construite en bois en 1730 par des paroissiens. Le 7 juillet 2008, l'église fut inscrite avec sept autres monuments du même type au patrimoine mondial de l'UNESCO sous la dénomination d'Églises en bois de la partie slovaque de la zone des Carpates.

## Références

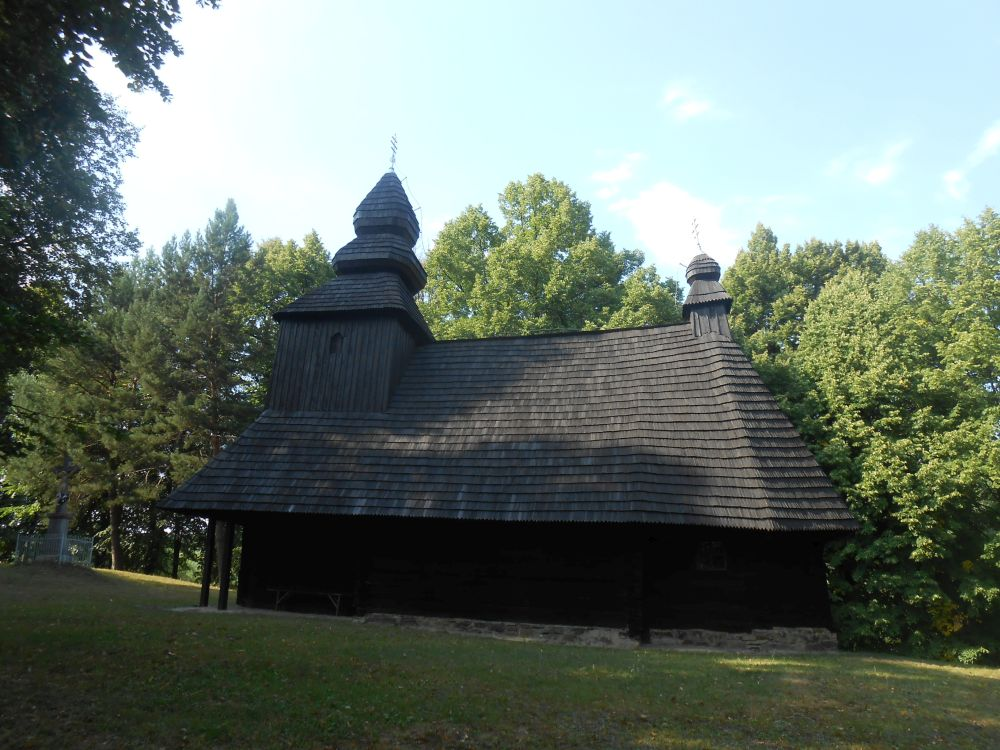
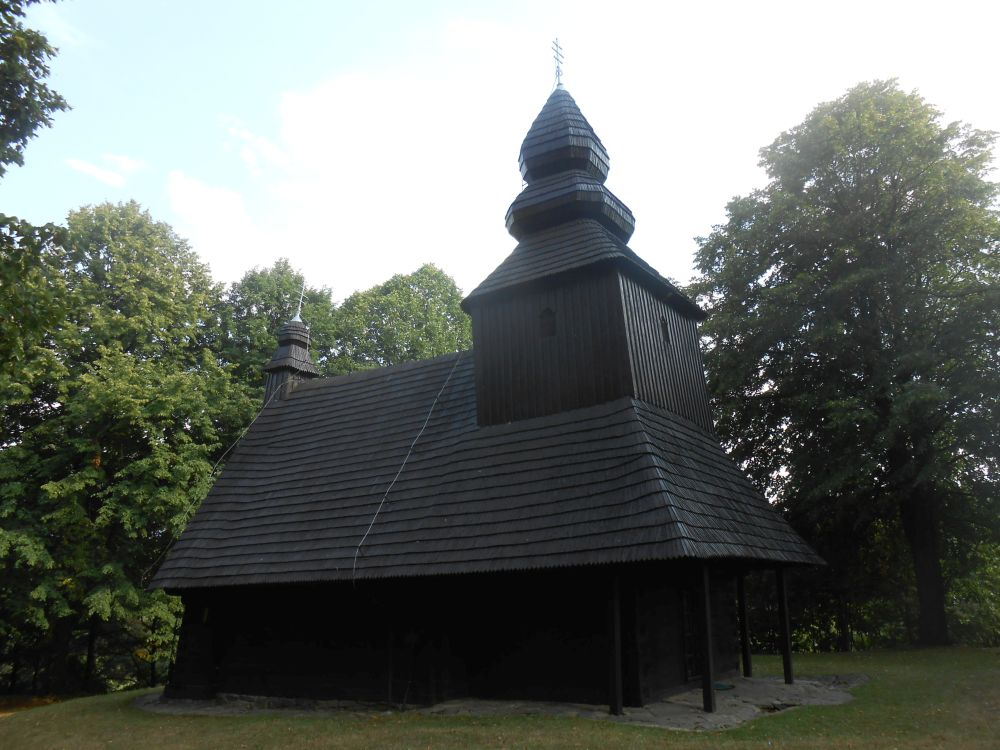